# SSCV Thialf
Le SSCV Thialf (Semi-Submersible Crane Vessel) est un navire-grue semi-submersible construit en 1985 pour McDermott International. Il appartient depuis 1997 à  la Heerema Marine Contractors, entreprise offshore néerlandaise .

## Historique
L'ensemble mesure 201,6 mètres de long, 88,4 mètres de large et 144 mètres de hauteur maximale, et pèse 136.709 tonnes pour un déplacement maximal de 198.750 tonnes. Il est équipé de deux grues d'une portée maximale de 95 mètres et d'une capacité de levage de 7.100 tonnes chacune, soit une capacité maximale de levage combinée de 14.200 tonnes à une portée de 31,2 mètres.
Le navire dispose d'un système de positionnement dynamique de classe III avec six propulseurs rétractables pour garder la position en eau profonde. Dans les eaux peu profondes, il utilise 12 ancres de 22,5 tonnes avec 2.500 mètres de fils d'ancrages de 80 millimètres.
Lors des opérations de levages, la Thialf est abaissée de 26,6 mètres : les pontons sont immergés pour réduire les effets de la houle. 
Il est capable d'embarquer jusqu'à 736 personnes. Il dispose d'un hélipad pouvant recevoir un hélicoptère de type Boeing CH-47 Chinook.
Le SSCV Thialf était le navire-grue grue le plus puissant du monde jusqu'à la mise en service du SSCV Sleipnir, en 2019.

## Galerie

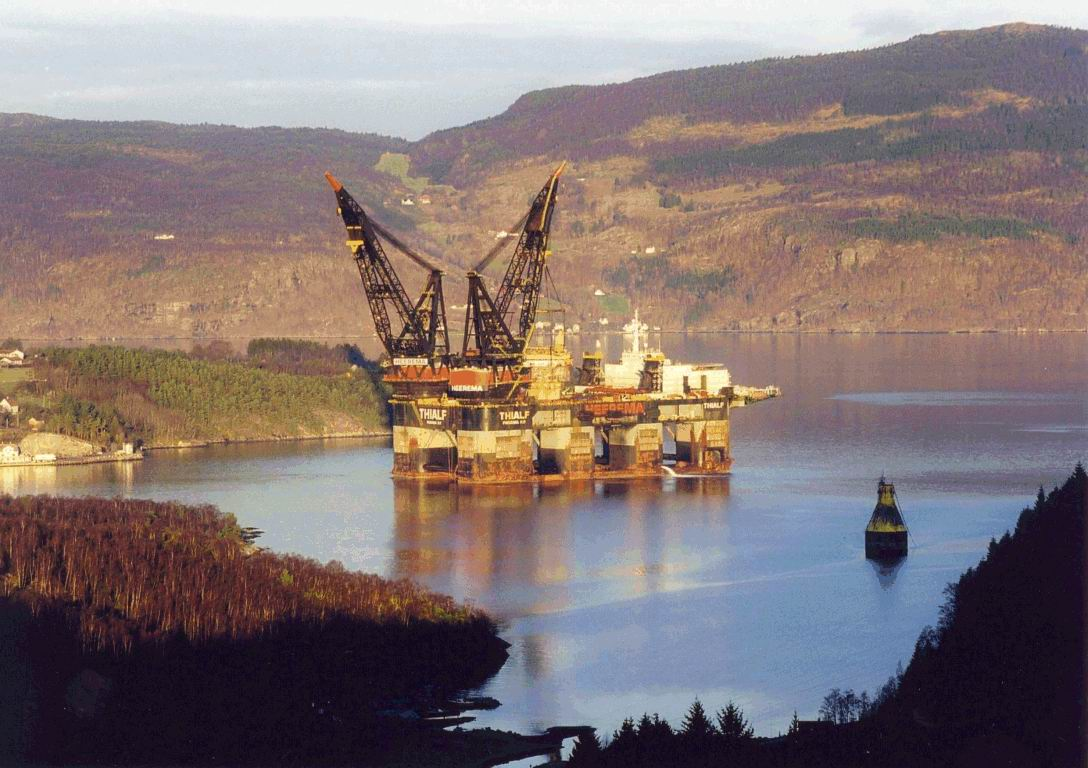
SSCV Thialf dans un fjord norvégien
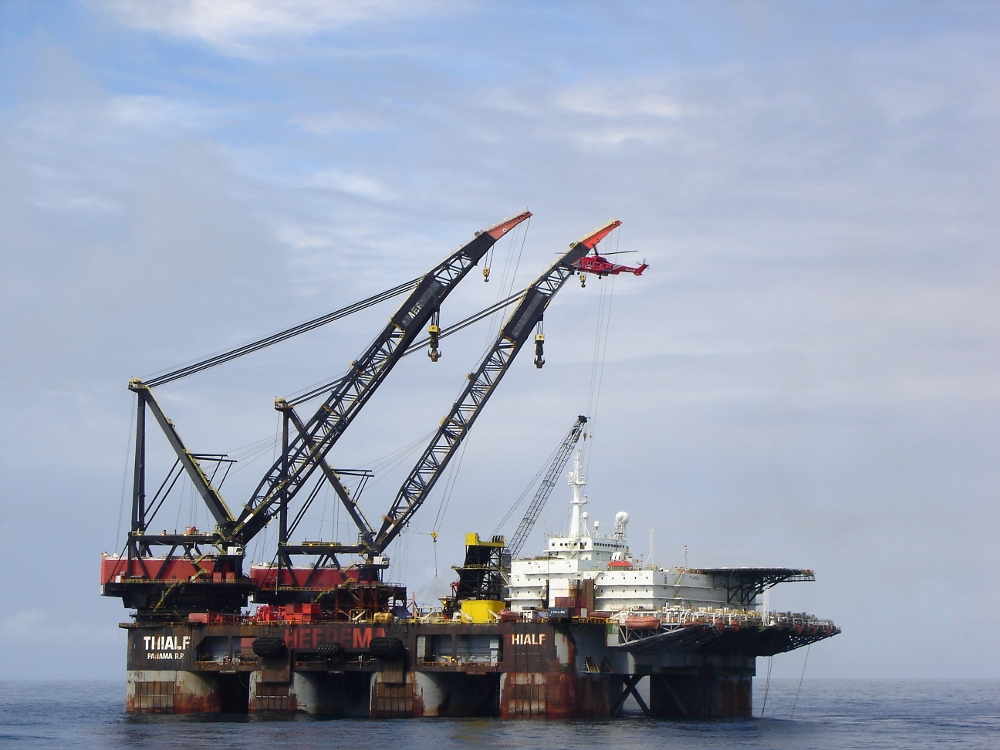
Thialf en 2005